# Замуравські Виселки
Замура́вські Ви́селки (рос. Замуравские Выселки) — село у складі Нижньоломовського району Пензенської області, Росія.
Населення — 54 особи (2010; 123 у 2002).
Національний склад станом на 2002 рік:
- росіяни — 99 %